# اولزیت (آرخانگای)
اولزیت (به لاتین: Ölziit) یک منطقهٔ مسکونی در مغولستان است که در استان آرخانگای واقع شده‌است. اولزیت ۱٬۷۰۰ کیلومتر مربع مساحت دارد.